# Johannes Beeck
Johannes Beeck (* 13. April 1927 in Mönchengladbach; † 9. August 2010 in Krefeld) war ein deutscher Glasmaler, der für viele Kirchen besonders im Rheinland Fenster entwarf.

## Leben und Werdegang
Johannes Beeck stammte aus einem bürgerlichen, katholischen Elternhaus. 1941 begann er eine Lehre im Bereich Maschinenbau und beendete diese 1944 mit der Fachhochschulreife. Danach war er kriegsbedingt in der Luftwaffe tätig und anschließend bis 1946 in Kriegsgefangenschaft. Ab 1947 wird Beeck Schüler der Künstlerin Mate Mink-Born. Im Jahr 1949 stellt diese Johannes Beeck Anton Wendling vor, welcher Professor an der RWTH Aachen war. Dieser stellt ihn privat ein, da kein Platz mehr in der Akademieklasse frei war. So lernt Beeck bei Wendling Glasmalerei und die Gestaltung von Mosaiken. Von 1952 bis 1954 setzt Beeck seine Ausbildung an der Werkkunstschule Krefeld unter Gustav Fünders fort. Im Jahr 1953 heiratete er. Von 1955 bis 1957 unterrichtete er in Geilenkirchen an einem Gymnasium Kunst. Ab 1955 beginnt Johannes Beeck seine Laufbahn als selbstständiger Glasmaler. Er erhielt von Anfang an viele neue Aufträge von Kirchengemeinden für neue Kirchenfenster, da in den meisten Kirchen die Fenster durch den Zweiten Weltkrieg zerstört waren. Des Weiteren war Johannes Beeck seit 1966 mit dem Bildhauer Paul Brandenburg befreundet. Beide arbeiteten immer wieder an gemeinsamen Projekten.
Johannes Beeck lebte und arbeitete in Hinsbeck, Nettetal.

## Werk (Auswahl)
Johannes Beecks künstlerisches Schaffen lässt sich in zwei Phasen einordnen. Die erste dauerte von 1953 bis 1972 an. In dieser Schaffensperiode entwarf er ornamentale und figürliche Fensterbilder. Seine zweite Schaffensperiode dauerte von 1972 bis 2005. In dieser Zeit entwarf er nur noch abstrakte Fenster.
Johannes Beeck entwarf unter anderem Fenster für folgende Kirchen:
- 1953: Katholische Kirche St. Mauritius in Freialdenhoven
- 1953–1954: Katholische Kirche St. Mariä Himmelfahrt in Buer
- 1954: Katholische Kirche Dreieinigkeit in Kiel-Pries
- 1955: Katholische Kirche St. Johannes Evangelist in Gürzenich
- 1956: Katholische Kirche St. Mariä Heimsuchung in Kämpchen
- 1959: Katholische Heilig-Kreuz-Kirche in Weilburg
- 1959–1964: Katholische Kirche St. Brigida in Baal
- 1960–1963: Katholische Kirche St. Remigius in Borken
- 1961–1964: Katholische Kirche St. Mariä Empfängnis in Langbroich
- 1963: Katholische Kirche St. Johann Baptist in Simmerath
- 1963: Katholische Kirche St. Martin in Martinsthal
- 1963: Katholische Kirche St. Martin in Tarp
- 1963–1964: Katholische Kirche St.-Michael-Kirche in Flensburg-Weiche
- 1963–1964: Katholische Kirche St. Laurentius in Glücksburg
- 1964–1965: Katholische Kirche St. Bonifatius in Kronshagen
- 1964–1967: Katholische Kirche St. Antonius Abbas in Niederbardenberg
- 1965: Kapelle der St. Ursula-Schule in Geisenheim
- 1966–1967: Katholische Kirche St. Nikolaus in Kiel-Vorstadt
- 1967: Katholische Kirche St. Josef in Flintbek
- 1967: Katholische Kirche St. Peter in Hinsbeck
- 1950er-1975: Katholische Kirche Groß St. Arnold in Arnoldsweiler
- 1967: Katholische Kirche St. Mariä Empfängnis in Mariadorf
- 1970: Katholische Kirche St. Maternus in Breberen
- 1972: Katholische Kirche St. Pius in Hassel
- 1972: Katholische Kirche St. Anna in Schalke
- 1972: Katholische Kirche St. Peter und Paul in Kranenburg (Niederrhein)
- 1972: Katholische Kirche St. Marien in Eutin
- 1972: Evangelische Anker-Gottes-Kirche in Laboe
- 1973: Katholische Kirche St. Adalbert in Aachen
- 1975: Katholische Kirche St. Nikolaus in Westenfeld
- 1976: Katholische Kirche St. Anna in Harrislee
- 1976: Katholische Kirche Stella Maris in Heikendorf
- 1976: Katholische Kirche St. Ansgar in Schönberg/Holstein
- 1978: Katholische Kirche St. Thomas Morus in Langendreer
- 1978: Katholische Kirche St. Ida in Resser Mark
- 1978: Katholische Kirche Heilig Geist in Schaffrath[2]
- 1979–1980: Ökumenisches Zentrum in Kiel-Mettenhof
- 1985–1986: Katholische Heilig-Kreuz-Kirche in Kiel-Elmschenhagen
- 1986: Katholische Kirche Sancta Familia in Frankfurt-Ginnheim
- 1999: Katholische Kirche St. Ansgar in Flensburg-Mürwik
- 1999–2001: Katholische Kirche St. Vicelin in Lübeck-St. Jürgen